# Grenzanlage (Sachenrecht)
Als Grenzanlage bezeichnet das bürgerliche Gesetzbuch (BGB) in § 921 („Gemeinschaftliche Benutzung von Grenzanlagen“) Einrichtungen, die zwei Grundstücke „voneinander scheiden“ und „zum Vorteil beider Grundstücke“ dienen.
Betroffen sind dementsprechend Anlagen, die genau auf der Grenze liegen, und als Einfriedung, Grenzmarkierung oder einem anderen Zweck dienen, der beiden Grundstückseigentümern zugutekommt.
Konkret benannt werden „Zwischenraum, Rain, Winkel, einen Graben, eine Mauer, Hecke, Planke oder eine andere Einrichtung“
Laut Gesetzestext „wird vermutet, dass die Eigentümer der Grundstücke zur Benutzung der Einrichtung gemeinschaftlich berechtigt seien, sofern nicht äußere Merkmale darauf hinweisen, dass die Einrichtung einem der Nachbarn allein gehört.“
Der § 922 BGB („Art der Benutzung und Unterhaltung“) führt aus, dass in einem solchen Fall der „gemeinschaftlichen Berechtigung zur Nutzung“ jeder Nachbar die Grenzanlage zum „Zwecke, der sich aus ihrer Beschaffenheit ergibt, insoweit benutzen [kann], als nicht die Mitbenutzung des anderen beeinträchtigt wird.“
Weiterhin gilt: „Die Unterhaltungskosten sind von den Nachbarn zu gleichen Teilen zu tragen. Solange einer der Nachbarn an dem Fortbestand der Einrichtung ein Interesse hat, darf sie nicht ohne seine Zustimmung beseitigt oder geändert werden. Im Übrigen bestimmt sich das Rechtsverhältnis zwischen den Nachbarn nach den Vorschriften über die Gemeinschaft.“

## Rechtsprechung
Der Bundesgerichtshof (BGH) konkretisiert im Urteil V ZR 11/02 vom 7. März 2003 zum „Begriff der Grenzanlage“:
„Eine Grenzanlage liegt vor, wenn sich die Anlage zumindest teilweise über die Grenze zweier Grundstücke erstreckt und funktionell beiden Grundstücken dient. Eine grenzscheidende Wirkung braucht der Anlage nicht zuzukommen.“
Nach dieser Definition können auch gemeinsam genutzte Zufahrtswege als Grenzanlage angesehen werden. Nach dem BGH-Urteil gelten die Regelungen des § 922 fort, auch wenn einer der Nachbarn die Nutzung der Grenzanlage („der Zufahrt“) beendet. Daraus ergibt sich für den anderen Nachbarn ein Recht an der weiteren Nutzung der Grenzanlage ähnlich einer Grunddienstbarkeit.